# Альбертинум

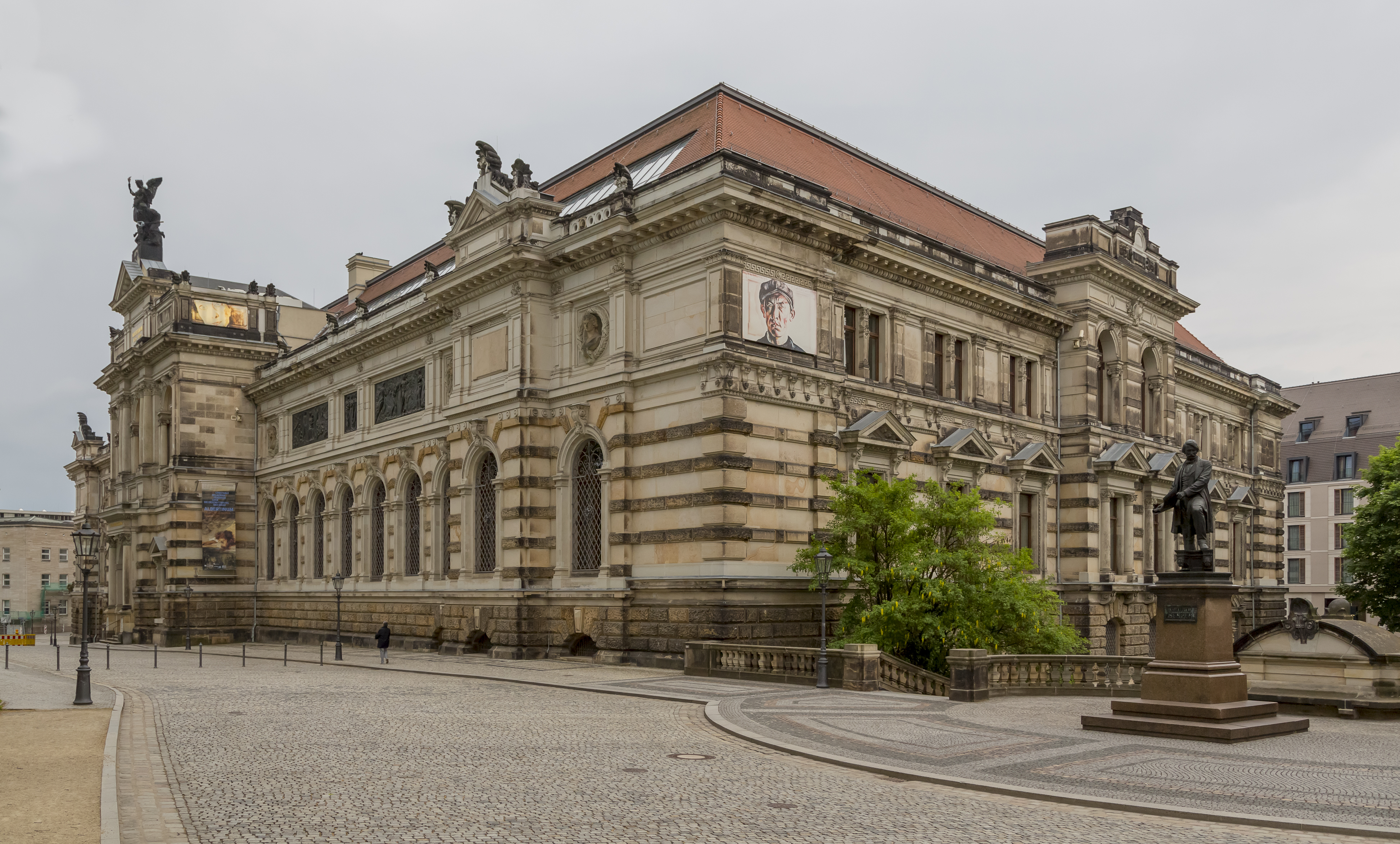

Альберти́нум (нем. Albertinum) — музей изобразительных искусств в Дрездене, расположенный в одноимённом здании эпохи неоренессанса.
Находится на восточном краю Террасы Брюля. Изначально Альбертинум использовался как арсенал и был перестроен в конце XIX века в музей архитектором Карлом Адольфом Канцлером. Здание было названо в честь короля Альберта, правившего Саксонией в 1873—1902. Сегодня в Альбертинуме расположены Собрание скульптуры и Галерея новых мастеров Государственных художественных собраний Дрездена.
Знакомство с Альбертинумом, известным до Второй мировой войны как музей скульптуры, вдохновило Ивана Цветаева на создание Музея изящных искусств (сегодня Государственный музей изобразительных искусств имени А. С. Пушкина) в Москве. Переписка между Георгом Треем (1843—1921), директором Альбертинума, и Иваном Цветаевым длилась с 1881 до 1913 г. Последний писал об Альбертинуме как об «образцовом учреждении для всех будущих музеев гипсовых слепков в целом мире»
.
Открытие нового Альбертинума, реконструированного после наводнения на Эльбе (2002), прошло в 2010 году под патронатом Президента Европейской комиссии Жозе Мануэля Баррозы.